# Alexander af Württemberg (1804–1881)
 For alternative betydninger, se Alexander af Württemberg. (Se også artikler, som begynder med Alexander af Württemberg)
Alexander af Württemberg (født 20. december 1804 i Riga, Livland guvernement, Det Russiske Kejserrige, død 28. oktober 1881 i Bayreuth, Kongeriget Bayern) var en titulær hertug af Württemberg.
Han giftede sig med en datter af kong Ludvig-Filip af Frankrig. Deres søn blev opdraget i sin mors tro. Derved grundlagde Alexander og hans gemalinde den katolske linje af Huset Württemberg.
Fra Reformationen i 1500–tallet og frem til 1921 var hovedlinjen i Huset Württemberg lutheransk. Tilsvarende var de fleste indbyggere i hertugdømmet og kurfyrstendømmet Württemberg traditionelt protestanter.
Monarkiet blev afskaffet i 1918, men siden 1921 har Alexander af Württembergs efterkommere alligevel været tronprætendenter i Württemberg.

## Forfædre
Alexander af Württemberg var søn af titulær hertug Alexander af Württemberg (1771–1833).
Han var barnebarn af regerende hertug Frederik 2. Eugen af Württemberg og Hertug Franz Friedrich af Sachsen-Coburg-Saalfeld.
Alexander var oldesøn af Karl Alexander af Württemberg samt tipoldesøn af Frederik Vilhelm 1. af Preussen, Sophie Dorothea af Hannover og Antoinette Amalie af Braunschweig.